# Marie Hrachová
Marie Hrachová (ur. 12 listopada 1963 w Ostrawie) – czeska tenisistka stołowa reprezentująca Czechosłowację, medalistka mistrzostw świata, mistrzyni Europy.
W mistrzostwach świata jeden raz stanęła na podium. W parze z Jindřichem Panským zajęła 2. miejsce w Göteborgu (1985) w grze mieszanej. Bardzo dobrze zagrała również dwa lata później w Nowym Delhi. W Indiach trzykrotnie (w singlu, deblu i mikście) występowała w ćwierćfinale mistrzostw świata.
W mistrzostwach Europy dziewięciokrotnie zdobywała medale. Była mistrzynią Starego Kontynentu w grze mieszanej w 1986 w Pradze 1980 grając w parze z Jindřichem Panským.
Mistrzyni Europy juniorów w grze pojedynczej (1980). Zwyciężczyni prestiżowego turnieju Europa Top 12 w Bratysławie (1984).
Dwukrotnie startowała w igrzyskach olimpijskich (1988, 1992). Zdecydowanie lepiej zaprezentowała się w Seulu zajmując 4. miejsce w grze pojedynczej i 5. w grze podwójnej.